# 792 (číslo)
Sedm set devadesát dva je přirozené číslo. Následuje po čísle sedm set devadesát jedna a předchází číslu sedm set devadesát tři. Římskými číslicemi se zapisuje DCCXCII a řeckými číslicemi ψϟβ.

## Matematika
792 je:
- Abundantní číslo
- Složené číslo
- Nešťastné číslo

## Astronomie
- (792) Metcalfia je planetka hlavního pásu, kterou objevil v roce 1907 Joel Hastings Metcalf

## Roky
- 792
- 792 př. n. l.